# Oneida (Nowy Jork)
Oneida – miasto w Stanach Zjednoczonych, w stanie Nowy Jork, w hrabstwie Madison. W 2000 roku liczyło 10 987 mieszkańców.